# Великанов, Александр Петрович
Алекса́ндр Петро́вич Велика́нов (30 августа 1900, Санкт-Петербург — 25 июня 1955, Москва) — русский и советский архитектор.

## Биография
Родился 30 августа 1900 года в Санкт-Петербурге в семье преподавателя Императорской Военно-медицинской академии. С 1911 по 1917 год учился в Тенишевском училище. В 1918—1922 годах служил в Красной армии (красноармейцем, санинструктором, чертёжником).
В 1922 году поступил на архитектурный факультет ЛВХТИ (бывшая Академия художеств). Среди преподавателей: А. Е. Белогруд, Л. Н. Бенуа, Л. В. Руднев, И. А. Фомин, В. А. Щуко, В. Г. Гельфрейх, С. С. Серафимов. Дипломную работу «Институт физкультуры на Крестовском острове» и теоретическую работу «Набережная реки Невы» защитил 1 декабря 1928 года.
Член Союза архитекторов СССР с 1934 года. Преподавал в Ленинградском институт инженеров коммунального строительства и в Московском архитектурном институте (доцент с 1934 года). Член-корреспондент Академии архитектуры СССР с 1950 года.
Жил в Москве по адресу: Студенческая улица, 28. Умер 25 июня 1955 года в Москве на 55-м году жизни. Похоронен в Москве на Новодевичьем кладбище (Колумбарий, 105 секция).
Отец архитектора Александра Александровича Великанова (1938—2024). Прадед актёра Ивана Колесникова (род. 1983).

## Проекты

### В Ленинграде
Первые проекты исполнены А. П. Великановым в Ленинграде в сотрудничестве с учителями и товарищами по ЛВХТИ — Академии художеств:
- Дом Промышленности в Свердловске (1928 г.; в соавторстве с В. А. Щуко, В. Г. Гельфрейхом, Л. М. Поляковым, конкурс заказной);
- Здание Московского областного комитета ВКП(б). (1931 г.; в соавторстве с В. А. Щуко, В. Г. Гельфрейхом, Л. М. Поляковым);
- Ресторан и пароходная пристань в ЦПКиО им. С. М. Кирова в Ленинграде (1931 г.; совместно с Л. М. Поляковым, А. Ф. Хряковым);
- Зоопарк в Шувалово-Озерках (1932 г.; совместно с Витманом В. А., Л. М. Поляковым, В. В. Степановым, 1-я и 2-я премия на всесоюзном конкурсе);
- Детский музыкальный театр Госнардома (1933 г.; совместно с Л. М. Поляковым, А. Ф. Хряковым, осуществлён);
- Красный театр в саду Госнардома (1933 г.; совместно с Л. М. Поляковым, А. Ф. Хряковым, конкурс);
- Американские горы — аттракцион в саду Госнардома (1932—1933 гг., совместно с Л. М. Поляковым, А. Ф. Хряковым, инж. П. В. Старцев; открыты в мае 1934 г., сгорели 16 октября 1941 г.);
- Академия лёгкой промышленности им. С. М. Кирова (Промакадемия) на Суворовском пр. (1932 г., совместно с Л. М. Поляковым, А. Ф. Хряковым, при участии Р. А. Пуринг; построена в две очереди — первая в 1938 г.).

- Академия лёгкой промышленности

### В Москве
А. П. Великанов переехал в Москву в 1933 году в числе проектировщиков Дворца Советов, возглавляемых В. А. Щуко и В. Г. Гельфрейхом.
Работал в Управлении строительства Дворца Советов. Руководитель (бригадир) бригады фасадов.
- Здание Краснознаменной военной академии РККА им. М. В. Фрунзе в Москве (1932 г.; в соавторстве с В. А. Щуко, В. Г. Гельфрейхом, Л. М. Поляковым; конкурс заказной);
- Дворец Советов в Москве (1933 г., в соавторстве с В. А. Щуко, В. Г. Гельфрейхом — руководители; Л. М. Поляковым, И. Е. Рожиным, Г. В. Селюгиным, Е. Н. Селяковой-Шухаевой, А. Ф. Хряковым, Г. В. Щуко и др.).
- Академия наук СССР (1934 г., соавторы: И. А. Фомин, П. В. Абросимов, конкурс);
- Жилой дом на Краснопрудной ул. (1935 г., соавторы: П. В. Абросимов, И. А. Фомин);
- Большой академический кинотеатр (1936 г.; соавторы: И. В. Ткаченко, Ю. В. Щуко; конкурс);
- Главный павильон ВСХВ (1936 г.; соавторы: В. А. Щуко и В. Г. Гельфрейх, Ю. В. Щуко; конкурс);
- Жилой дом НКПС в Москве (1939 г.; соавторы: И. А. Фомин, П. В. Абросимов);
- Ст. метро «Завод им. Сталина» (1939 г.; соавтор П. В. Абросимов; конкурс);
- Малый театр (реконструкция, 1946 г.).

### Проекты в других городах
- Госбанк в Петрозаводске
- Государственный Театр Туркменской ССР в Ашхабаде (1934 г., соавторы: В. Г. Гельфрейх, В. А. Щуко, Ю. В. Щуко, К. С. Бобровский; конкурс);
- Мацестинский виадук (1936—1937, соавторы: В. Г. Гельфрейх, В. А. Щуко, А. Ф. Хряков, З. О. Брод)
- Типовой трёхзальный кинотеатр на 750 мест (1938 г.; соавторы: З. О. Брод, А. Ф. Хряков);
- Крещатик в Киеве (1944—1945 гг., соавторы: В. Г. Гельфрейх, И. Е. Рожин, Ю. В. Щуко);
- Восстановление центра Сталинграда (1944—1945 гг., соавторы: В. Г. Гельфрейх, И. Е. Рожин, Ю. В. Щуко);
- Восстановление центра Вильнюса (1945 г.; соавтор Н. П. Шеломов);
- Дворец науки и культуры в Варшаве (1952—1955 гг., соавторы: Л. В. Руднев — руководитель, А. Ф. Хряков);
- Здание советского (в настоящее время российского) посольства (в соавторстве с И. Е. Рожиным, 1954—1956 гг.) в Варшаве, ул. Бельведерска, 49).
- Проект центра Логойска Минской области БССР (1954 г.; при участии Б. Казимирова).

- Дворец культуры и науки. Варшава

### Памятники
- Памятник-бюст дважды Герою Советского Союза П. М. Камозину в Брянске (1949 г.; скульптор М. Г. Манизер).
- Бюст выдающегося уральского писателя П.П. Бажова в Екатеринбурге (1958.; скульптор М. Г. Манизер).